# Straße des 17. Juni
Straße des 17. Juni („Ulica 17 Czerwca”) – ulica w Berlinie na terenie dzielnic Tiergarten i Charlottenburg. Jest częścią osi wschód-zachód tego miasta, a także dróg krajowych: B2 i B5. Stanowi również główną berlińską arterię komunikacyjną, atrakcję turystyczną oraz miejsce organizacji różnych wydarzeń.

## Opis i przebieg
Ulica Straße des 17. Juni ma około 3,5 km długości i 85 m szerokości. Stanowi przedłużenie alei Unter den Linden. Jest przeznaczona dla ruchu pieszego, rowerowego i samochodowego. Ma sześć pasów ruchu i jeden pas środkowy, na którego części, podobnie jak na obrzeżach ulicy są ulokowane miejsca parkingowe. Po Straße des 17. Juni kursują autobusy następujących linii: X9, M41, M45, 100, 106, 187 i 245. W pobliżu ulicy znajdują się ponadto przystanki metra: Ernst-Reuter-Platz, Brandenburger Tor i Hansaplatz, a także kolei S-Bahn: Berlin Tiergarten i Berlin Brandenburger Tor.
Ulica rozpoczyna się przy położonym po tylnej stronie Bramy Brandenburskiej placu Platz des 18. März, skąd biegnie przez park Großer Tiergarten do placu Großer Stern, który leży dokładnie na jej środku. Na tym odcinku krzyżuje się tylko z ulicą Yitzhak-Rabin-Straße, przechodzącą w miejscu skrzyżowania w tunel. Od placu Großer Stern, który stanowi również skrzyżowanie o ruchu okrężnym z ulicami Hofjägerallee, Spreeweg i Altonaer Straße, biegnie dalej, krzyżując się od strony północnej z ulicami Klopstockstraße, Bachstraße i Salzufer, do przerzuconego nad stanowiącym granicę między dzielnicami Tiergarten i Charlottenburg kanałem Landwehrkanal mostu Charlottenburger Brücke, po czym nieco dalej krzyżuje się od strony północnej z ulicą Einsteinufer oraz od strony południowej z ulicą Müller-Breslau-Straße. Następnie już bez żadnego skrzyżowania przebiega przez kampus Berlińskiego Uniwersytetu Technicznego, po czym kończy się na placu Ernst-Reuter-Platz.

## Historia

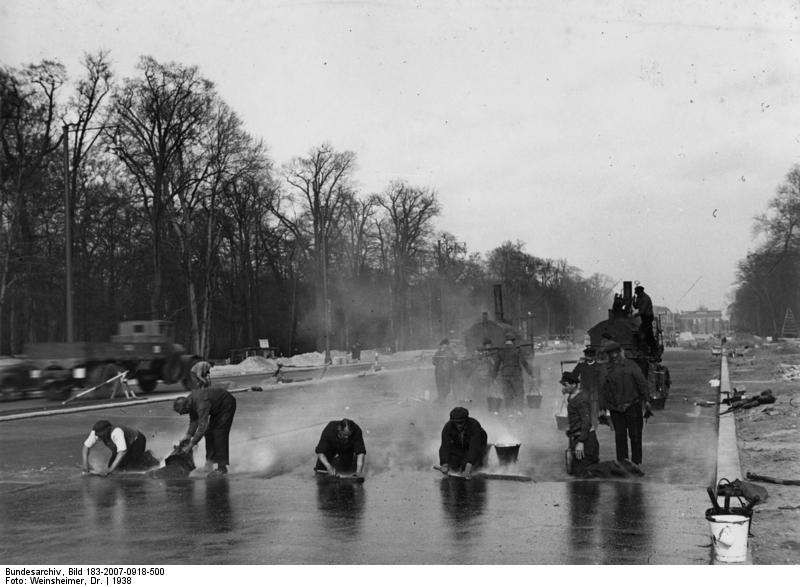
Ulica podczas prac związanych z kładzeniem asfaltu w 1938 roku

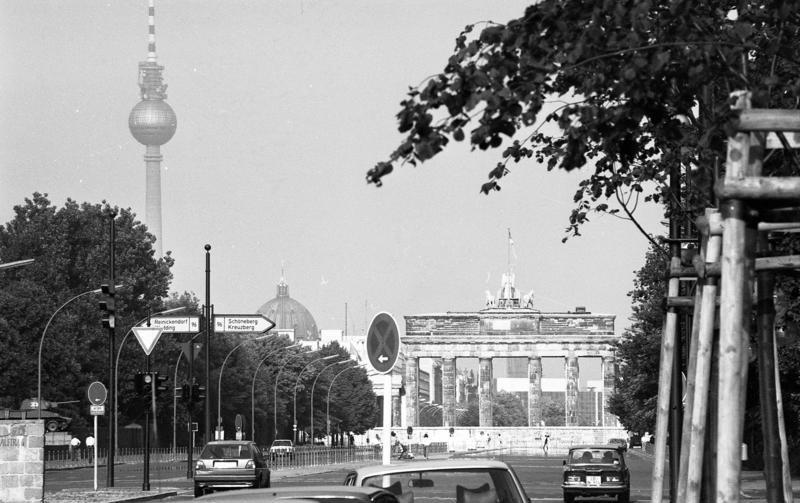
Ulica w 1988 roku – widok na Bramę Brandenburską

Ulica została wytyczona w 1697 roku z inicjatywy brandenburskiego elektora Fryderyka III jako drogowe połączenie pomiędzy zamkiem berlińskim a Pałacem Charlottenburg. W okresie od 1705 do 1799 roku wobec ulicy stosowano nazwy Allee nach Berlin i Chaussee nach Berlin. W późniejszych czasach odcinek ulicy biegnący od Bramy Brandenburskiej do obszaru, na którym w 1885 roku oddano do użytku przystanek Berlin Tiergarten nazwano Charlottenburger Chaussee, zaś odcinek położony między tym obszarem a dzisiejszym placem Ernst-Reuter-Platz dostał nazwę Berliner Straße. W połowie XVIII wieku przeprowadzono rozbudowę ulicy.
Od 1820 roku ulica była miejscem uruchamiania czołowych innowacji w dziedzinie drogownictwa: autobusów i tramwajów konnych, ponadto w 1897 roku wprowadzono na niej tramwaje elektryczne z zasilaniem akumulatorowym.
W czasach rządów nazistowskich w związku z realizacją Planu Germania ulicę poddano przebudowie na reprezentacyjną aleję stanowiącą część osi wschód-zachód Berlina. Zyskała ona wtedy swoją obecną szerokość wynoszącą 85 m. W latach 1935–1945 oficjalną nazwą ulicy była Ost-West-Achse (pol. „Oś wschód-zachód”). Później używano jej historycznego nazewnictwa.
Od kwietnia 1945 roku przez następnych kilka miesięcy ulica była użytkowana jako lotnisko. 11 listopada tego roku, przy położonym w dzielnicy Tiergarten odcinku ulicy odbyło się odsłonięcie Pomnika Żołnierzy Radzieckich, poległych podczas związanej z II wojną światową operacji berlińskiej.
22 czerwca 1953 roku na mocy uchwały Senatu Berlina Zachodniego odcinkowi ulicy położonemu między Bramą Brandenburską a przystankiem Berlin Tiergarten nadano nazwę Straße des 17. Juni w celu upamiętnienia powstania w Niemieckiej Republice Demokratycznej, które miało miejsce pięć dni wcześniej. 3 listopada tego roku nazwę tę otrzymała również pozostała część ulicy.

## Wydarzenia związane z ulicą

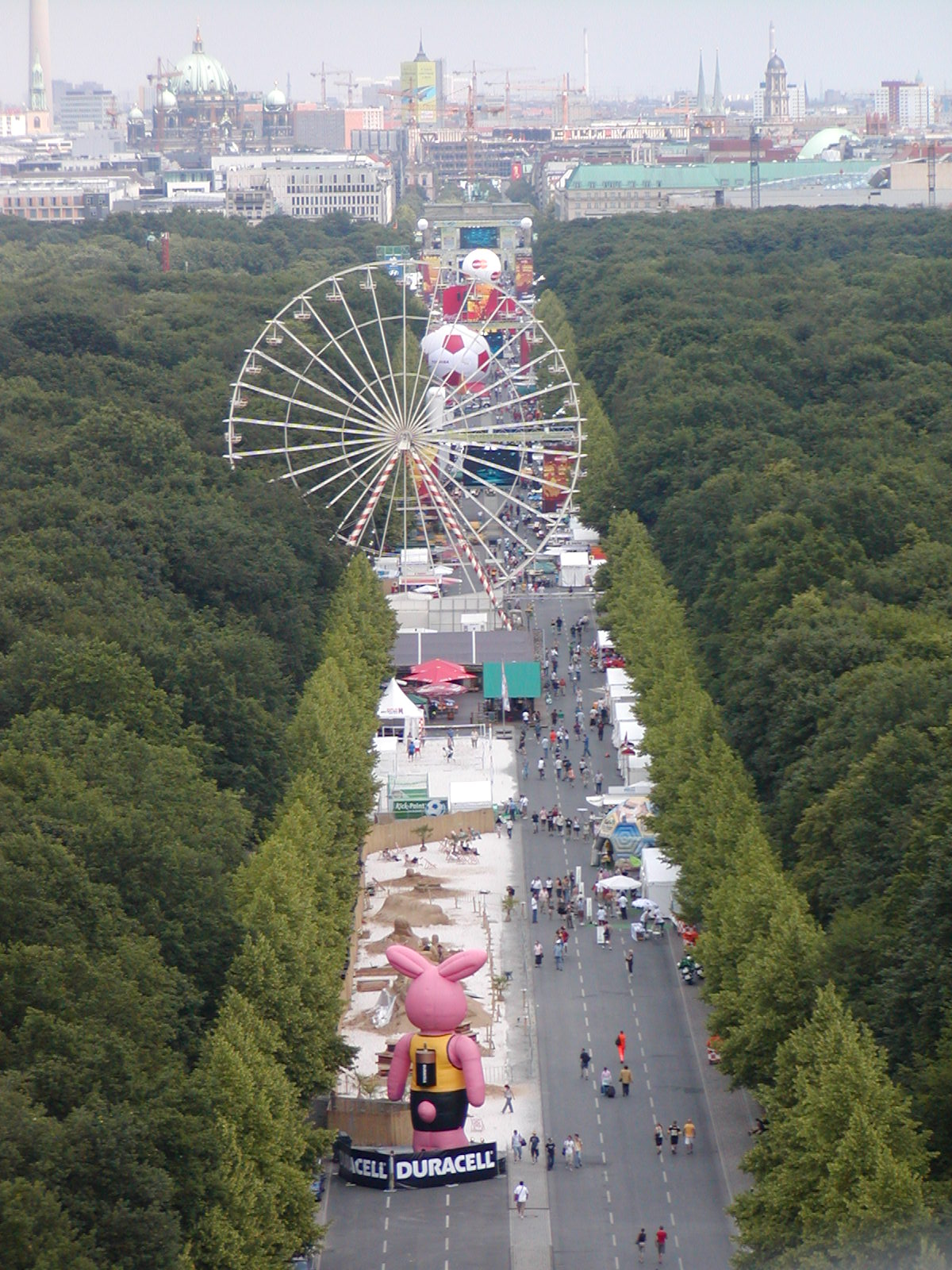
Fanmeile w 2006 roku

Do 1989 roku na Straße des 17. Juni odbywały się defilady wojsk zachodnich państw alianckich.
Przy położonym w dzielnicy Charlottenburg odcinku ulicy w każdy weekend od 1978 roku odbywa się popularny wśród turystów pchli targ, na którym można nabyć m.in. wyroby rzemiosła artystycznego.
Od 1987 roku na ulicy jest urządzany start Maratonu Berlińskiego.
Od czasu przemian politycznych w 1989 roku na Straße des 17. Juni w pobliżu Bramy Brandenburskiej są organizowane obchody Sylwestra.
W latach 1996–2006 ulica była miejscem organizacji festiwalu Love Parade. 2 lipca 2005 roku urządzono na niej koncert Live 8.
W 2006 roku na części ulicy między Bramą Brandenburską a Siegessäule zorganizowano tzw. Fanmeile (pol. „Mila fanów”) – strefę, w której zgromadzona publiczność na jedenastu telebimach mogła oglądać transmisję meczów piłkarskich mistrzostw świata w Niemczech. Podczas trwania tych mistrzostw Fanmeile odwiedziło około dziesięciu milionów ludzi z całego świata, co przyczyniło się do tego, że od tamtej pory jest ona regularnie organizowana przy okazji innych ważnych piłkarskich imprez.